# Martin z Opavy
Martin z Opavy, též Martin Opavský (latinsky Martinus de Oppavia, německy Martin von Troppau; † 1279 Bologna), známý také jako Martin Polák (Martinus Polonus) byl kronikář ze 13. století. V latině je též znám jako Frater Martinus Ordinis Praedicatorum (bratr Martin z dominikánského řádu). Narodil se v Opavě, přesné datum není známo.

## Život
Do dominikánského řádu vstoupil v Praze. Od poloviny 13. století byl aktivní v Římě jako kazatel a kaplan pro papeže Alexandra IV. a jeho následníky papeže Urbana IV., Klementa IV., Řehoře X., Inocence V., Hadriána V. a papeže Jana XXI., posledního papeže objevujícího se v kronice (Chronicon Martimiani). Martinův Chronicon se stal nejvlivnějším zdrojem pro středověkou legendu o Papežce Janě, která se však vyskytuje až v posledním vydání a byla přidána pravděpodobně po smrti Martina z Opavy. Do češtiny byla Martinova kronika přeložena Benešem z Hořovic a tento překlad vyšel tiskem roku 1488.
Martin z Opavy je rovněž jedním ze spoluautorů spisu Liber Pontificalis.

## Závěr života
Roku 1278 jej papež Mikuláš III. jmenoval arcibiskupem hnězdenským, avšak zemřel v Boloni cestou do Polska a úřadu se neujal. Byl pochován v tamní bazilice sv. Dominika společně s ostatky tohoto světce.